# Indohyus
Indohyus — вимерлий рід парнопалих (Artiodactyla), відомий з скам'янілостей еоцену в Азії. Ця невелика оленцеподібна тварина, знайдена в Гімалаях, є одним з найдавніших відомих некитоподібних предків китів.
Дослідження ДНК показують тісний зв'язок між бегемотом і китами, але існує вікова та географічна різниця. Бегемоти трапляються в Африці і з'являються в геологічних записах 15 мільйонів років тому, водночас найдавнішим китам, знайденим в Індії та Пакистані, 50 мільйонів років.
Розміром приблизно з ракуна чи домашнього кота, ця всеїдна істота поділяла деякі риси китів і виявляла ознаки адаптації до водного життя. 
Скам'янілості були виявлені серед порід, які були зібрані в регіоні Калакот, штат Джамму і Кашмір, індійським геологом А. Ранга Рао, який знайшов кілька зубів і частини щелепної кістки в 1971 році.